# اسپرانتیست مادرزاد
اسپرانتیست مادرزاد یا اسپرانتودان مادرزاد (Esperanto: denaskulo or denaska esperantisto) به کسی گفته می‌شود که زبان فراساخته‌ی اسپرانتو نخستین زبانی باشد که به آن سخن گفته است یا اسپرانتو یکی از زبان‌های والدینیش باشد.

## افزایش تعداد اسپرانتودانان مادرزاد
در سال ۱۹۹۶ حدود ۳۵۰ خانواده وجود داشته‌اند که زبان مادری و مشترک شان زبان بین‌المللی اسپرانتو بوده‌است.
بر اساس آخرین برآوردها، در حال حاضر حدود ۱۰۰۰ خانوادهٔ اسپرانتیست وجود دارد که دارای ۲۰۰۰ فرزند اسپرانتیست هستند. در اکثر این موارد، این افراد، دوزبانه یا چندزبانه‌اند، به این معنی که علاوه بر زبان اسپرانتو، این اشخاص زبان محلی یا یکی از والدین خود را نیز فراگرفته‌اند. در اکثریت این موارد زبان مادری والدین یکی بوده‌است، ولی در بسیاری از موارد نیز ایشان دارای دو زبان مادری متفاوت بوده‌اند.

## تاریخ اسپرانتیست‌های مادرزاد
آموزش زبان بین‌المللی اسپرانتو به فرزندان اسپرانتیست‌ها از اوایل تاریخ خود زبان اسپرانتو آغاز شده‌است، که در آن بین پنج فرزند مونتاگو سی. باتلر (۱۹۷۰–۱۸۸۴)، اسپرانتودان معروف انگلیسی، از شهرت فراوانی برخوردار است.

## اسپرانتودانان مادرزاد معروف
زبان اسپرانتو به خاطر ساختار علمی و منطقی اش در رشد و شکوفائی فراگیرندگان آن نقش به سزائی دارد. فرضیه‌ی ساپیر-وورف در همین زمینه بیان‌گر تأثیر نوع و ساختار زبان بر چگونگی اندیشیدن متکلمین آن است. در اینجا به عنوان نمونه به چند تن از این موارد اشاره می‌شود:
جرج سوروس (زاده ۱۲ اوت ۱۹۳۰) تاجر ارز، سرمایه‌گذار و بازرگان آمریکایی است. سوروس رئیس هیئت مدیره بنیاد سوروس و مؤسسه جامعه باز است. وی همچنین بنیانگذار و رئیس هیئت مدیره شرکت مدیریت سرمایه سوروس می‌باشد. مجله فوربز، جرج سوروس را با ثروت خالص ۱۱٫۰ میلیارد دلار به عنوان نفر ۲۹ ام فهرست ثروتمندترین افراد جهان رده‌بندی نموده‌است. از سال ۱۹۷۹ تا کنون، سوروس بیش از ۶ میلیارد دلار به دلائل مختلف کمک مالی کرده‌است.
پتر گینز (Petr Ginz)، (زاده ۱ فوریه ۱۹۲۸ - درگذشته ۲۸ سپتامبر ۱۹۴۴)، نوجوان اهل چکسلواکی بود که در هنگام جنگ جهانی دوم به دلیل اینکه فرزند پدری یهودی بود به اردوگاه کار اجباری ترزینشتات فرستاده شد و در سن ۱۶ سالگی در اردوگاه آشویتس در اتاقک گاز کشته شد. او اسپرانتیست بود و با وجود سن کمش از او نوشته‌ها، کتاب‌ها و نقاشی‌های بسیاری بر جای مانده‌است. سیارک ۵۰۴۱۳ به افتخار او با نام 50413 Petrginz نامگذاری شده‌است.
دانیل باوت داروشناس زاده سوئیس و اهل ایتالیا بود که در سال ۱۹۵۷ جایزه نوبل فیزیولوژی و پزشکی را به دلیل کشف دارویی که از فعالیت‌های خاص پیامرسان‌های عصبی جلوگیری می‌کرد، دریافت کرد. مهم‌ترین دلیل شهرت او، کشف آنتی‌هیستامین در سال ۱۹۳۷ بود. وی اسپرانتو را به عنوان زبان مادری آموخته بود.